# Pomnik Dekalogu w Łodzi
Pomnik Dekalogu w Łodzi – pomnik znajdujący się w parku Staromiejskim w Łodzi.
Pomnik został odsłonięty w 1995 roku niedaleko miejsca, w którym wcześniej stały dwie łódzkie synagogi gminne: Stara i Alte Szil, w miejscu dawnego targu. Rzeźba autorstwa Gustawa Zemły przedstawia Mojżesza trzymającego dwie tablice Dekalogu. Projekt otoczenia pomnika powstał w pracowni architektonicznej J. Jańca.

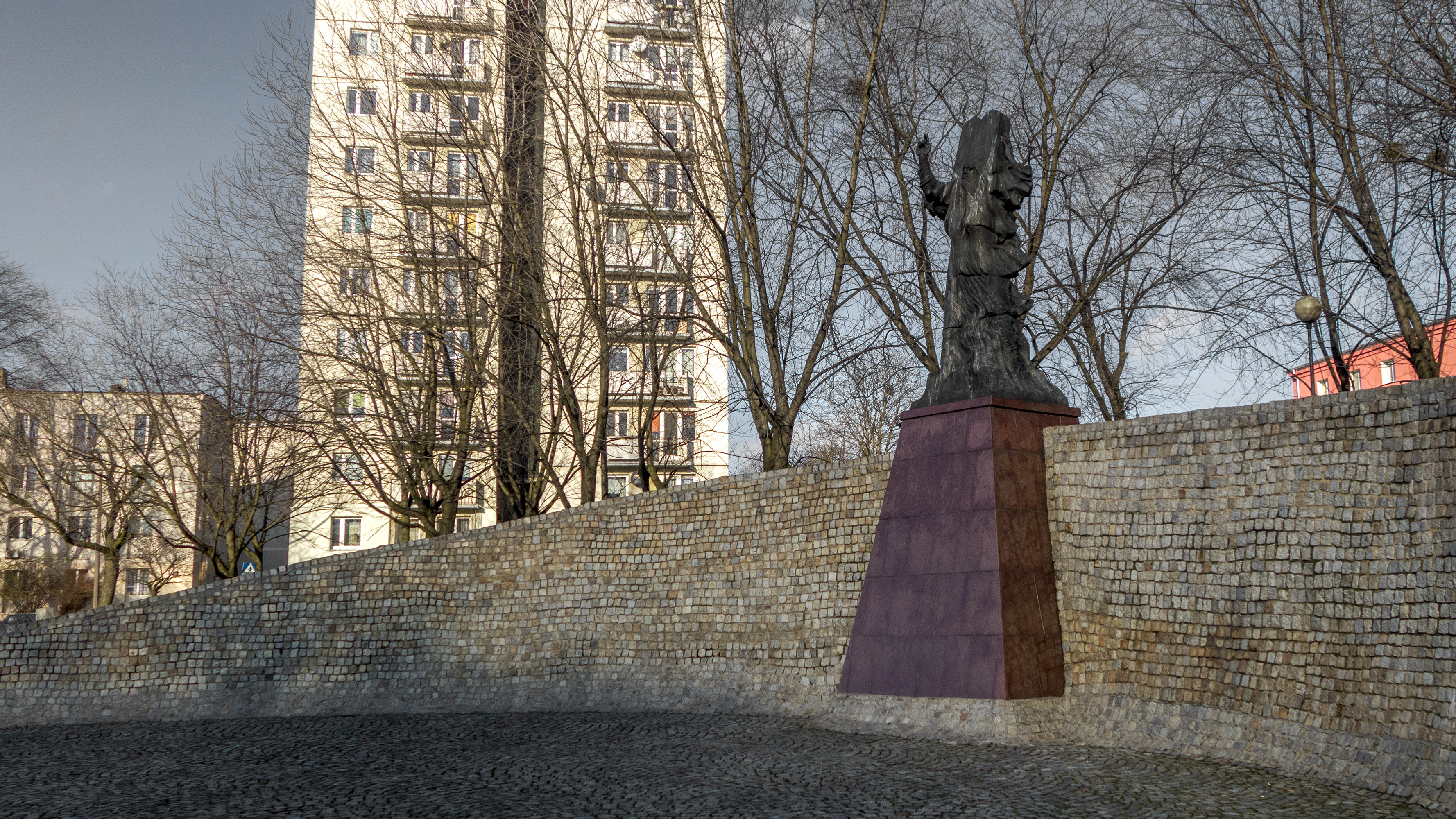
Pomnik Dekalogu

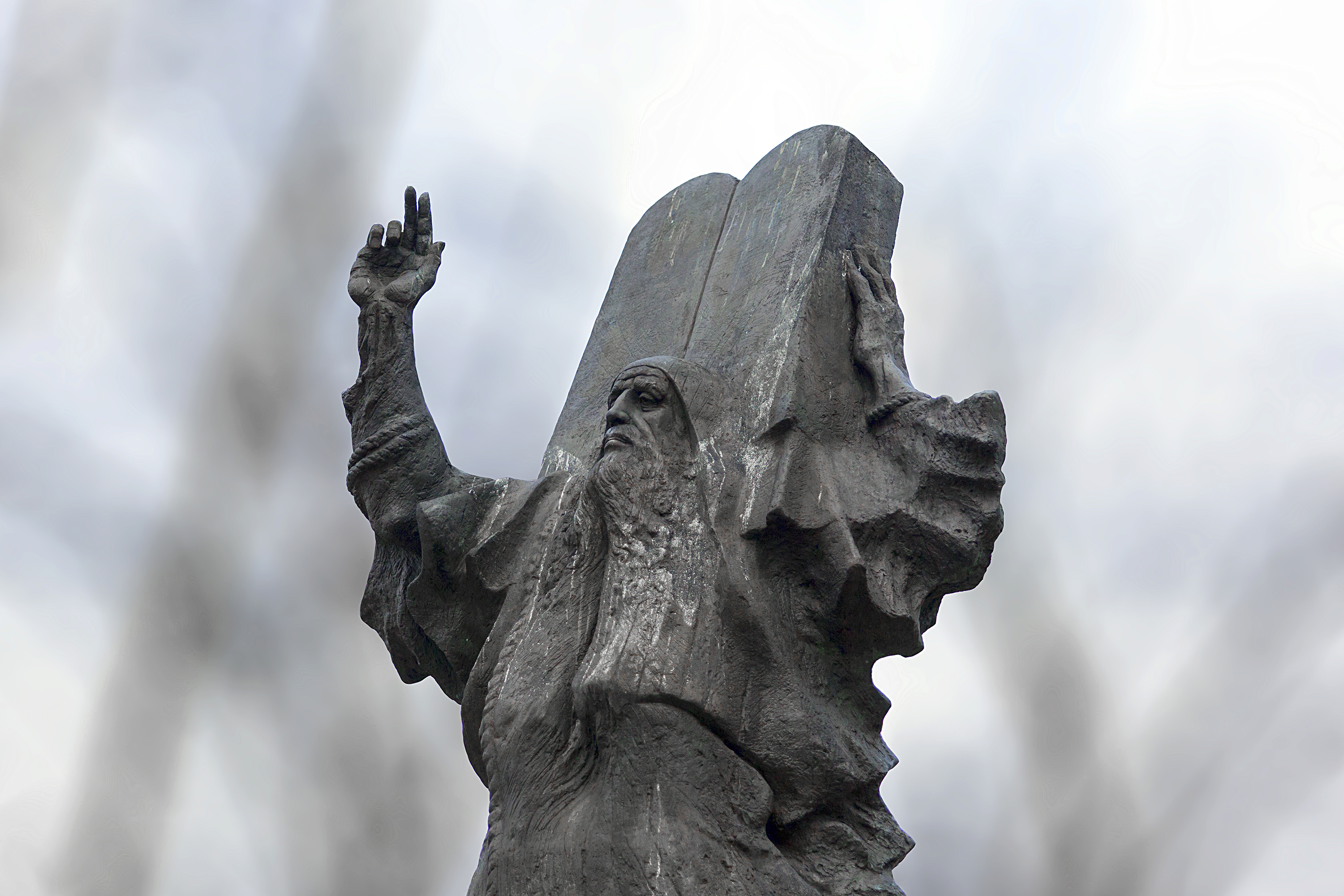
Pomnik Dekalogu (fragment)